# 漢字の渡り鳥
『漢字の渡り鳥』（かんじのわたりどり）は、2006年6月1日にサクセスから発売された、ニンテンドーDS用ゲームソフト。

## 概要
漢字を使ったアクションゲームであり、漢字学習ソフトではない。また、全編を通じて漢字の書き取り問題は出題されない。
ストーリーを楽しめる「漢字の渡り鳥」モードと、ステージ毎に楽しめる「渡り鳥メモリアル」モードに分かれている。
雑魚（戦闘員）との戦闘は、基本的に漢字の読み問題が出題される。下画面にひらがなを書き、正解すれば倒すことができるが、間違っていたらダメージを受ける。送り仮名の入力は不要。大文字と小文字は区別されない（例えば「じゅうよう」が正解の場合、「じゆうよう」「じゆうょう」と認識されても正解となる）。
ボス戦などでは特殊なルールの下で戦うことになる。負けてもボス戦からコンティニューすることができる。

## ストーリー
時は文明荒廃後の日本。ある港町を訪れたカンジガイは、全身タイツの集団に追われている女性、桜を助ける。桜からこの街は組織「ひみつだんケー」によって支配されていると知ったカンジガイは、組織の撲滅のために戦うことを決意。

## 登場人物
カンジガイ
このゲームの主人公。二つ名は「漢字の渡り鳥」。街から街へと渡り歩く流れ者で、正義感が強い。本当の名前は捨ててしまったらしく、「カンジガイ」も通り名に過ぎない。
木机桜（きづくえ さくら）
このゲームのヒロイン。国語教師。なぜか事あるごとに「ひみつだんケー」に追われている。
銀銀（しろがね ぎん）
第一話のボス。二つ名は「笑う暗殺者」。スーツにサングラスという出で立ちで、いつも笑顔を浮かべている。カンジガイに画数連打チキンレースを仕掛ける。
呉鈴娘（うー りんにゃん）
第二話のボス。二つ名は「闇に舞い降りた小悪魔」。中華街を取り仕切っており、裏の世界にも顔が利く。情報を得ようとしたカンジガイに、四字熟語麻雀勝負を仕掛ける。語尾は「～アル」。彼女のみ、打ち負かすと一枚絵を見ることができる。
ペルリーニ
第三話のボス。二つ名は「鬼提督」。桜と結婚するために彼女を拉致し、自らの船に乗せようとしていた。背中に「ぺ」という字の刺青をしている。
左右田兄弟（そうだきょうだい）
第四話のボス。二つ名は「一五〇万屯の火薬庫」。メガネをかけた小柄な方が兄で、巨大な体をしている方が弟。カンジガイを抹殺すべく、樽に入ったダイナマイトをカンジガイに向けて投げつける。
極漢十郎（きわめ かんじゅうろう）
第五話のボス。二つ名は「漢字帝王」。カンジガイの元師匠。ぞんざいに扱われていた漢字の復讐を果たすべく、人間を漢字にする「漢化爆弾」を宇宙から発射しようとする。